# Róža Domašcyna
Róža Domašcyna, lužiška pesnica, esejistka, dramatik, urednica in prevajalka, * 11. avgust 1951, Zerna, okrožje Kamency. Je članica Nemškega PEN kluba in Saške akademije za umetnost.

## Življenje
Od leta 1968 do 1972 je delala v uredništvu lužiške revije za otroke in mladino Płomjo in pri dnevnem časopisu Nowa doba. Od leta 1970 objavlja pesmi v lužiškem jeziku. Od 1979 je študirala inženirsko ekonomijo v rudarstvu in do leta 1984 delala kot strojepiska in ekonomistka v Knappenrode. V času med 1985 in 1989 je študirala na Leipziškem literarnem inštitutu "Johannes R. Becher". Od leta 1990 je svobodna pisateljica.
Politične in družbene spremembe v NDR so Róži Domašcyni prinesle literarni preboj. Vidi se sama kot prevajalka poezije, predvsem iz slovanskih jezikov; njene pesmi so prevedli v številne slovanske in zahodnoevropske jezike. V svojih delih izrablja pesniška prepletanja med lužijščino in nemščino; Oba jezika se tako vežeta in zasledujeta tako pot, v kateri Kito Lorenc vidi nadaljnji razvoj lužiške poezije.
V glasbeno- fonetični skladbi “Figure v parku. Liričen trenutek z nemško-lužiškim besedilom Róže Domašcyne«, skladatelj Harald Muenz preliva dvojezičnost njenega besedila v zvočno uganko za en govorni in en peti glas.

## Nagrade
- Promocijska nagrada ob nagradi Mörike mesta Fellbach (1994)
- Promocijska nagrada ob nagradi Ćišinski (1995)
- Nagrada Anna Seghers skupaj z Davidom Mitranijem, Kuba (1998)
- Štipendija Calwe - Hermann Hesse (2002)
- Štipendija Künstlerhaus Edenkoben (1997/2002)
- Prix Evelyne Encelot, skupaj z Ano Hatherly, Portugalska, Autun, Burgundija (2003)
- Spominska medalja Karel Hynek Mácha, Češka (2010)
- Štipendija Villa Decius, Krakov (2015)
- Štipendija Künstlerhaus Schreyahn (2016)
- Saška literarna nagrada (2018)
- 1. Meissnerjeva literarna nagrada, skupaj z Liso Kränzler, 2019

## Dela
- Wróćo ja doprědka du ( nekaj tkot: grem naprej nazaj ), 1990
- Zaungucker, 1991
- Pře wšě płoty ( Nad vsemi ograjami ), 1994
- Med nogo za hojo in nogo za skok, 1995
- Zajec v rokavu, ilustracije: Angela Hampel, 1997, 2011
- Samogovor v dvoje v troje, 1998
- Umetnost v omrežju, 1999
- Pobate bobate, 1999
- "sp", 2001
- MY NA AGRA, 2004
- glasovna nit, 2006
- Balonraketa (dve besedili za gledališče), 2008
- kraj ozemljitve, 2011
- Štož ći wětřik z ruki wěje, 2012
- Poljske črte, 2014
- Vasi pod vodo se zgovarjajo v tvoji glavi, 2016
- znaki pominaki kopolaki (skupaj z Měrano Cušcyna in Měrko Mětowa ), 2019
- W času zeza časa, 2019
- glasovi iz proscenija, 2020
- Pesniški album 354, 2020